# Micromyzon akamai
Micromyzon akamai — єдиний вид роду Micromyzon з підродини Hoplomyzontinae родини Широкоголові соми ряду сомоподібних.

## Опис
Найменший представник родини. Загальна довжина досягає 1,6 см. Голова широка й сплощена зверху. Очі вкрай маленькі, закриті шкірою. Є три пари вусиків. Верхня щелепа довша за нижню. Міжщелепна кістка без зубів, сильно звужена. Зяброві отвори малі. Тулуб короткий. В області спинного та грудних плавців є пластинки, що перекриваються одна одною. Спинний плавець помірно високий, «прирослий» до спини. Уздовж бічної лінії відсутні горбики. Жировий плавець відсутній. Анальний плавець помірно довгий, не з'єднаний з тілом. Хвостовий плавець короткий.
Загальний фон коричневий. Хвостове стебло і половина тулубу темні. В області очей є дві темні плями, на зразок сонцезахисних окулярів.

## Спосіб життя
Біологія вивчена недостатньо. Зустрічається у водоймах з білою водою і піщаним дном, на глибині 5-20 м і на відстані 100—700 м від берега. Воліє до швидкої течії, з дном, замуленим піском. Активний вночі, вдень заривається доволі глибоко у ґрунт. Живиться дрібними донними безхребетними.
Самиця досягає статевої зрілості при довжині у 1,1—1,6 см.

## Розповсюдження
Мешкає у середній течії Амазонки.